# Oranit
Oranit (hebrejsky אֳרָנִית, v oficiálním přepisu do angličtiny Oranit) je izraelská osada a místní rada (malé město) na Západním břehu Jordánu v distriktu Judea a Samaří.

## Geografie
Leží v nadmořské výšce 140 metrů, cca 22 kilometrů severovýchodně od Tel Avivu a cca 7 kilometrů jižně od města Kalkílija na dotyku se Zelenou linií, která odděluje území Izraele v mezinárodně uznaných hranicích a okupovaná palestinská území, přičemž část území obce se nachází západně od Zelené linie.
Nachází se v mírně zvlněné krajině na pomezí mezi pobřežní Šaronskou planinou a hornatinou Samařska. Severně od města protéká vádí Nachal Kana. Na severovýchodní a východní straně je Oranit oddělen od okolních arabských vesnic Izraelskou bezpečnostní bariérou.

## Dějiny
Oranit byl založen roku 1985 na základě rozhodnutí izraelské vlády z 19. května 1983. Vlastní výstavba osady ale byla prováděna soukromou společností Delta. První obyvatelé se sem nastěhovali roku 1985. Obec má charakter rezidenční předměstské čtvrti v zázemí aglomerace Tel Avivu. Převážnou část zástavby tvoří individuální domy. V roce 2008 izraelské ministerstvo vnitra navrhlo sloučit osady Ec Efrajim, Elkana, Ša'arej Tikva a Oranit do jednoho města, které by mělo téměř 15 000 obyvatel.

## Demografie
Podle údajů z roku 2009 tvořili naprostou většinu obyvatel Židé - cca 5 900 osob (včetně statistické kategorie "ostatní", která zahrnuje nearabské obyvatele židovského původu ale bez formální příslušnosti k židovskému náboženství, cca 5 900 osob). Obyvateli jsou převážně sekulární Židé.
Jde o středně velkou obec městského typu s dlouhodobě mírně rostoucí populací. K 31. prosinci 2017 zde žilo 8700 lidí.
| Rok            | 1985 | 1986 | 1987  | 1988  | 1989  | 1990  | 1991  | 1992  | 1993  | 1994  | 1995  | 1999  | 2000  |
| -------------- | ---- | ---- | ----- | ----- | ----- | ----- | ----- | ----- | ----- | ----- | ----- | ----- | ----- |
| Počet obyvatel | 230  | 620  | 1 100 | 1 600 | 1 910 | 2 240 | 2 580 | 2 930 | 3 160 | 3 380 | 3 600 | 4 800 | 5 100 |

| Rok            | 2001  | 2002  | 2003  | 2004  | 2005  | 2006  | 2007  | 2008  | 2009  | 2010  | 2011  | 2012  | 2013  | 2014  | 2015  | 2016  | 2017  |
| -------------- | ----- | ----- | ----- | ----- | ----- | ----- | ----- | ----- | ----- | ----- | ----- | ----- | ----- | ----- | ----- | ----- | ----- |
| Počet obyvatel | 5 200 | 5 200 | 5 300 | 5 500 | 5 600 | 5 800 | 6 000 | 6 328 | 5 917 | 6 200 | 6 600 | 7 200 | 7 600 | 8 100 | 8 500 | 8 700 | 8 700 |

* údaje (kromě let 2008 a 2009) zaokrouhleny na stovky